# Natação nos Jogos Olímpicos de Verão de 2016 - 200 m medley feminino

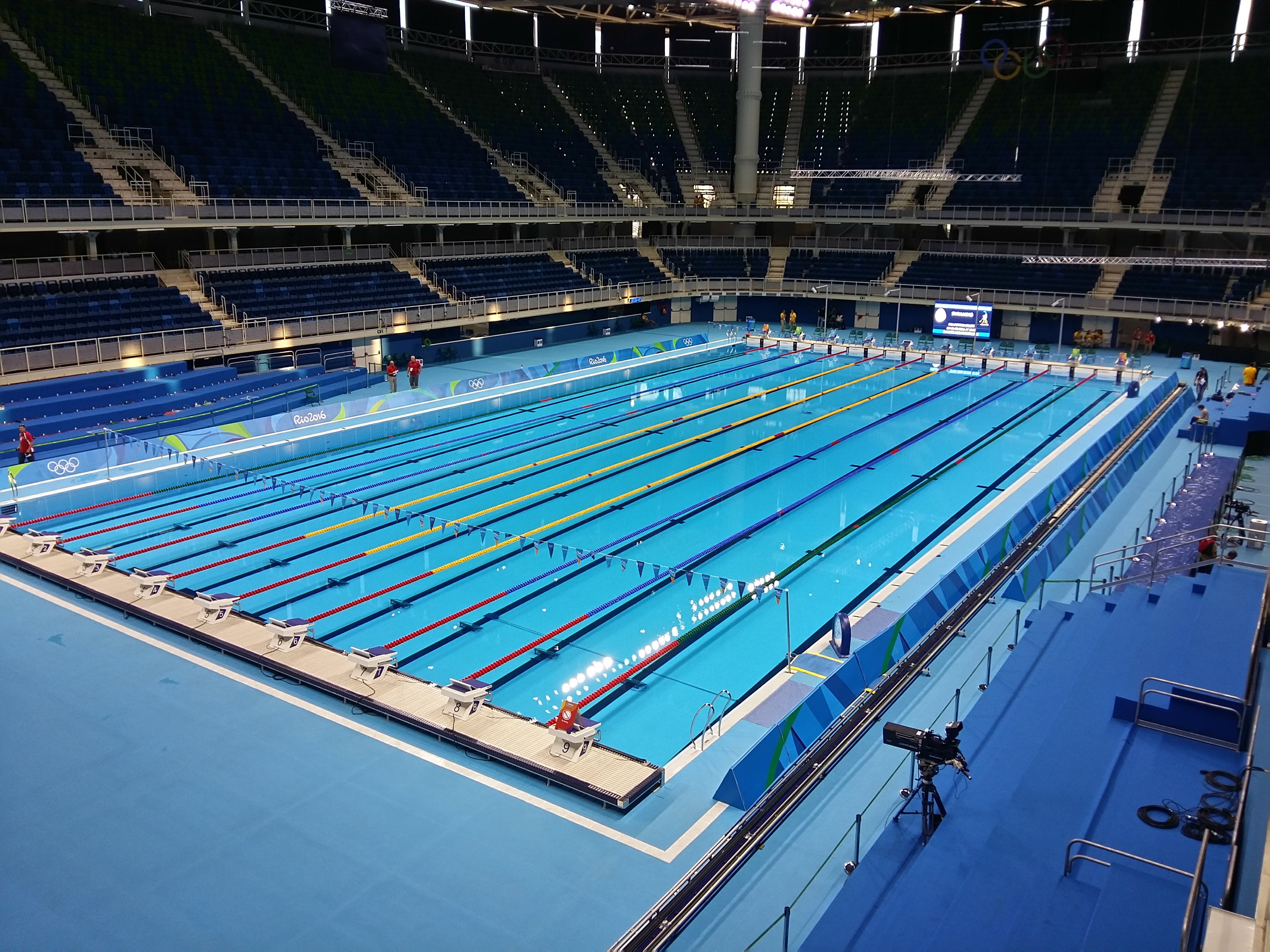
Interior do Estádio Aquático Olímpico, onde o evento foi realizado

A competição dos 200 metros medley feminino da natação nos Jogos Olímpicos de Verão de 2016 foi disputada entre os dias 8 e 9 de agosto no Estádio Aquático Olímpico.

## Medalhistas
| Ouro   | HUN Katinka Hosszú         |
| Prata  | GBR Siobhan-Marie O'Connor |
| Bronze | USA Maya DiRado            |

## Recordes
Antes desta competição, os recordes mundiais e olímpicos da prova eram os seguintes:
| Tipo | Atleta         | Tempo   | Local   | Data                |
| ---- | -------------- | ------- | ------- | ------------------- |
|      | Katinka Hosszú | 2:06.12 | Cazã    | 3 de agosto de 2015 |
|      | Ye Shiwen      | 2:07.57 | Londres | 31 de julho de 2012 |

Os seguintes recordes mundiais ou olímpicos foram estabelecidos durante esta competição:
| Data        | Evento        | Atleta             | Tempo   | Notas            |
| ----------- | ------------- | ------------------ | ------- | ---------------- |
| 8 de agosto | Eliminatórias | HUN Katinka Hosszú | 2:07.45 | Recorde olímpico |
| 9 de agosto | Eliminatórias | HUN Katinka Hosszú | 2:06.58 | Recorde olímpico |

## Resultados

### Eliminatórias
| Pos. | Elim. | Raia | Nadadora                  | CON                 | Tempo   | Notas |
| ---- | ----- | ---- | ------------------------- | ------------------- | ------- | ----- |
| 1    | 5     | 4    | Katinka Hosszú            | HUN Hungria         | 2:07.45 | Q,    |
| 2    | 4     | 4    | Siobhan-Marie O'Connor    | GBR Grã-Bretanha    | 2:08.44 | Q     |
| 3    | 4     | 3    | Melanie Margalis          | USA Estados Unidos  | 2:09.62 | Q     |
| 4    | 3     | 4    | Maya DiRado               | USA Estados Unidos  | 2:10.24 | Q     |
| 5    | 4     | 5    | Miho Teramura             | JPN Japão           | 2:10.34 | Q     |
| 6    | 3     | 5    | Alicia Coutts             | AUS Austrália       | 2:10.52 | Q     |
| 7    | 3     | 6    | Ye Shiwen                 | CHN China           | 2:10.56 | Q     |
| 8    | 5     | 3    | Sydney Pickrem            | CAN Canadá          | 2:11.06 | Q     |
| 9    | 5     | 6    | Zsuzsanna Jakabos         | HUN Hungria         | 2:11.69 | Q     |
| 10   | 2     | 2    | Kim Seo-yeong             | KOR Coreia do Sul   | 2:11.75 | Q     |
| 11   | 5     | 7    | Runa Imai                 | JPN Japão           | 2:11.78 | Q     |
| 12   | 3     | 3    | Hannah Miley              | GBR Grã-Bretanha    | 2:11.84 | Q     |
| 13   | 5     | 2    | Alexandra Wenk            | GER Alemanha        | 2:12.46 | Q     |
| 14   | 4     | 1    | Erika Seltenreich-Hodgson | CAN Canadá          | 2:12.56 | Q     |
| 15   | 4     | 2    | Mireia Belmonte           | ESP Espanha         | 2:12.58 | Q     |
| 16   | 5     | 5    | Viktoriya Andreeva        | RUS Rússia          | 2:13.01 | Q     |
| 17   | 4     | 6    | Kotuku Ngawati            | AUS Austrália       | 2:13.05 |       |
| 18   | 5     | 1    | Joanna Maranhão           | BRA Brasil          | 2:13.06 |       |
| 19   | 2     | 4    | Maria Ugolkova            | SUI Suíça           | 2:13.77 |       |
| 20   | 2     | 8    | Stina Gardell             | SWE Suécia          | 2:14.41 |       |
| 21   | 3     | 2    | Barbora Závadová          | CZE República Checa | 2:14.45 |       |
| 22   | 2     | 3    | Luisa Trombetti           | ITA Itália          | 2:14:66 |       |
| 23   | 4     | 7    | Zhou Min                  | CHN China           | 2:14.81 |       |
| 24   | 2     | 7    | África Zamorano           | ESP Espanha         | 2:14.87 |       |
| 25   | 1     | 2    | Tanja Kylliäinen          | FIN Finlândia       | 2:14.97 |       |
| 26   | 4     | 8    | Lisa Zaiser               | AUT Áustria         | 2:15.23 |       |
| 27   | 1     | 8    | Anja Crevar               | SRB Sérvia          | 2:15.33 |       |
| 28   | 5     | 8    | Sara Franceschi           | ITA Itália          | 2:15.61 |       |
| 29   | 2     | 5    | Louise Hansson            | SWE Suécia          | 2:15.66 |       |
| 30   | 1     | 5    | Fantine Lesaffre          | FRA França          | 2:15.71 |       |
| 30   | 3     | 8    | Lena Kreundl              | AUT Áustria         | 2:15.71 |       |
| 32   | 1     | 4    | Nam Yoo-sun               | KOR Coreia do Sul   | 2:16.11 |       |
| 33   | 3     | 7    | Nguyễn Thị Ánh Viên       | VIE Vietnã          | 2:16.20 |       |
| 34   | 1     | 3    | Marrit Steenbergen        | NED Países Baixos   | 2:16.59 |       |
| 35   | 1     | 1    | Victoria Kaminskaya       | POR Portugal        | 2:16.78 |       |
| 36   | 1     | 6    | Simona Baumrtová          | CZE República Checa | 2:17.21 |       |
| 37   | 2     | 1    | Virginia Bardach          | ARG Argentina       | 2:17.94 |       |
| 38   | 3     | 1    | Ranohon Amanova           | UZB Uzbequistão     | 2:18.97 |       |
| 39   | 1     | 7    | Katarzyna Baranowska      | POL Polônia         | 2:19.03 |       |
| 40   | 2     | 6    | Siobhan Haughey           | HKG Hong Kong       | 9:99.99 | DNS   |

### Semifinais

#### Semifinal 1
| Pos. | Elim. | Raia | Nadadora                  | CON                | Tempo   | Notas |
| ---- | ----- | ---- | ------------------------- | ------------------ | ------- | ----- |
| 1    | 4     | 4    | Siobhan-Marie O'Connor    | GBR Grã-Bretanha   | 2:07.57 | Q,    |
| 2    | 3     | 5    | Maya DiRado               | USA Estados Unidos | 2:08.91 | Q     |
| 3    | 3     | 3    | Alicia Coutts             | AUS Austrália      | 2:10.35 | Q     |
| 4    | 5     | 6    | Sydney Pickrem            | CAN Canadá         | 2:10.57 | Q     |
| 5    | 5     | 8    | Viktoriya Andreeva        | RUS Rússia         | 2:10.87 | Q     |
| 6    | 2     | 2    | Kim Seo-yeong             | KOR Coreia do Sul  | 2:12.15 |       |
| 6    | 3     | 7    | Hannah Miley              | GBR Grã-Bretanha   | 2:12.15 |       |
| 8    | 4     | 1    | Erika Seltenreich-Hodgson | CAN Canadá         | 2:12.25 |       |

#### Semifinal 2
| Pos. | Elim. | Raia | Nadadora          | CON                | Tempo   | Notas |
| ---- | ----- | ---- | ----------------- | ------------------ | ------- | ----- |
| 1    | 5     | 4    | Katinka Hosszú    | HUN Hungria        | 2:08.13 | Q     |
| 2    | 3     | 6    | Ye Shiwen         | CHN China          | 2:09.33 | Q     |
| 3    | 4     | 5    | Melanie Margalis  | USA Estados Unidos | 2:10.10 | Q     |
| 4    | 4     | 3    | Miho Teramura     | JPN Japão          | 2:11.03 |       |
| 5    | 5     | 2    | Zsuzsanna Jakabos | HUN Hungria        | 2:12.05 |       |
| 6    | 5     | 1    | Alexandra Wenk    | GER Alemanha       | 2:12.13 |       |
| 7    | 2     | 7    | Runa Imai         | JPN Japão          | 2:12.53 |       |
| 8    | 4     | 8    | Mireia Belmonte   | ESP Espanha        | 2:13.33 |       |

### Final
| Pos.              | Raia | Nadadora               | CON                | Tempo   | Notas            |
| ----------------- | ---- | ---------------------- | ------------------ | ------- | ---------------- |
| Medalha de ouro   | 5    | Katinka Hosszú         | HUN Hungria        | 2:06.58 | Recorde olímpico |
| Medalha de prata  | 4    | Siobhan-Marie O'Connor | GBR Grã-Bretanha   | 2:06.88 | Recorde nacional |
| Medalha de bronze | 3    | Maya DiRado            | USA Estados Unidos | 2:08.79 |                  |
| 4                 | 2    | Melanie Margalis       | USA Estados Unidos | 2:09.21 |                  |
| 5                 | 7    | Alicia Coutts          | AUS Austrália      | 2:10.88 |                  |
| 6                 | 1    | Sydney Pickrem         | CAN Canadá         | 2:11.22 |                  |
| 7                 | 8    | Viktoriya Andreeva     | RUS Rússia         | 2:12.28 |                  |
| 8                 | 6    | Ye Shiwen              | CHN China          | 2:13.56 |                  |

Legenda
| Recorde mundial      | Recorde mundial (World record)               |                       | Recorde africano                      | Recorde africano (African) |                                           | Q | Classificado por posição (Qualified) |
| Recorde olímpico     | Recorde olímpico (Olympic record)            | Recorde da América    | Recorde da América (Americas)         | q                          | Classificado por melhor tempo (Qualified) |   |                                      |
| Melhor marca do ano  | Melhor marca do ano (World leading)          | Recorde asiático      | Recorde asiático (Asian)              | DNS                        | Não largou (Did not start)                |   |                                      |
| Recorde nacional     | Recorde nacional (National record)           | Recorde europeu       | Recorde europeu (European)            | DNF                        | Não terminou (Did not finish)             |   |                                      |
| Recorde pessoal      | Recorde pessoal do atleta (Personal best)    | Recorde da Oceania    | Recorde da Oceania (Oceania)          | DSQ / DQ                   | Desclassificado (Disqualified)            |   |                                      |
| Recorde da temporada | Recorde da temporada do atleta (Season best) | Recorde sul-americano | Recorde sul-americano (South America) | NM                         | Sem marca (No mark)                       |   |                                      |